# アメリカ合衆国エネルギー長官
アメリカ合衆国エネルギー長官（アメリカがっしゅうこくエネルギーちょうかん、United States Secretary of Energy）は、アメリカ合衆国エネルギー省の長官であり、エネルギーの生産と調整に関与する閣僚である。日本における文部科学大臣に相当する。

## 歴代エネルギー長官
| 代 | 画像 | 氏名                             | 在任期間                      | 大統領                         |
| -- | ---- | -------------------------------- | ----------------------------- | ------------------------------ |
| 1  |      | ジェームズ・R・シュレシンジャー  | 1977年8月6日 - 1979年8月23日  | ジミー・カーター               |
| 2  |      | チャールズ・W・ダンカン          | 1979年8月24日 - 1981年1月20日 | ジミー・カーター               |
| 3  |      | ジェームズ・B・エドワーズ        | 1981年1月23日 - 1982年11月5日 | ロナルド・レーガン             |
| 4  |      | ドナルド・P・ホーデル            | 1982年11月5日 - 1985年2月7日  | ロナルド・レーガン             |
| 5  |      | ジョン・S・ヘリントン            | 1985年2月7日 - 1989年1月20日  | ロナルド・レーガン             |
| 6  |      | ジェームズ・ワトキンス           | 1989年3月1日 - 1993年1月20日  | ジョージ・H・W・ブッシュ       |
| 7  |      | ヘイゼル・オレリー               | 1993年1月22日 - 1997年1月20日 | ビル・クリントン               |
| 8  |      | フェデリコ・F・ペーニャ          | 1997年1月20日 - 1998年6月30日 | ビル・クリントン               |
| 9  |      | ビル・リチャードソン             | 1998年8月18日 - 2001年1月20日 | ビル・クリントン               |
| 10 |      | スペンサー・エイブラハム         | 2001年1月20日 - 2005年2月1日  | ジョージ・ウォーカー・ブッシュ |
| 11 |      | サミュエル・W・ボドマン          | 2005年2月1日 - 2009年1月20日  | ジョージ・ウォーカー・ブッシュ |
| 12 |      | スティーブン・チュー             | 2009年1月20日 - 2013年4月22日 | バラク・オバマ                 |
| 13 |      | アーネスト・モニツ               | 2013年5月21日 - 2017年1月20日 | バラク・オバマ                 |
| -  |      | グレース・ボヘネク（代理）       | 2017年1月20日 - 2017年3月2日  | ドナルド・トランプ             |
| 14 |      | リック・ペリー                   | 2017年3月2日 - 2019年12月1日  | ドナルド・トランプ             |
| 15 |      | ダン・ブルイエット               | 2019年12月1日 - 2021年1月20日 | ドナルド・トランプ             |
| -  |      | デイヴィッド・ハイゼンガ（代理） | 2021年1月20日 - 2021年2月25日 | ジョー・バイデン               |
| 16 |      | ジェニファー・グランホルム       | 2021年2月25日 - 2025年1月20日 | ジョー・バイデン               |
| -  |      | イングリッド・コルブ（代理）     | 2025年1月20日 - 2025年2月3日  | ドナルド・トランプ             |
| 17 |      | クリス・ライト                   | 2025年2月3日 - 現職           | ドナルド・トランプ             |